# يو ني
لي هي ريون تغير اسمها لاحقًا إلى هيو يون المعروفة بإسمها المسرحي يو ني (بالكورية: 유니)‏ (ولدت في 29 مارس 1986 في غويانغ - توفيت يوم 21 يناير 2007). كانت مغنية ومغنية راب وراقصة وممثلة كورية جنوبية.

## روابط خارجية
- يو ني على موقع IMDb (الإنجليزية)
- يو ني على موقع ميوزك برينز (الإنجليزية)
- يو ني على موقع كينوبويسك (الروسية)